# Falter im Wind
Chansons représentant l'Autriche au Concours Eurovision de la chanson
Musik
(1971) My Little World
(1976)
Falter im Wind (en français, Papillon dans le vent)  est la chanson représentant l'Autriche au Concours Eurovision de la chanson 1972. Elle est interprétée par Milestones.
La chanson est la onzième de la soirée, suivant Muistathan interprétée par Päivi Paunu et Kim Floor pour la Finlande et précédant I giorni dell'arcobaleno interprétée par Nicola Di Bari pour l'Italie.
À la fin des votes, Falter im Wind obtient cent points et prend la cinquième place sur dix-huit participants.
Une version anglaise, Dance Butterfly, est enregistrée.
En raison de désaccords sur les modalités du vote, l'Autriche ne participe pas au concours de 1973 à 1975.

## Source de la traduction
- (en) Cet article est partiellement ou en totalité issu de l’article de Wikipédia en anglais intitulé « Falter im Wind » (voir la liste des auteurs).